# Енбі-Астар
Енбі-Астар — цар (лугаль) Кіша. За часів свого правління зазнав поразки від лугаля Урука Ен-Шакушани та був взятий у полон.